# Dryopteris hasseltii
Dryopteris hasseltii är en träjonväxtart som först beskrevs av Bl., och fick sitt nu gällande namn av Carl Frederik Albert Christensen. Dryopteris hasseltii ingår i släktet Dryopteris och familjen Dryopteridaceae. Inga underarter finns listade.